# Dąbrowa Zielona (gmina)
Dąbrowa Zielona – gmina wiejska w Polsce położona w województwie śląskim, w powiecie częstochowskim. W latach 1975–1998 gmina administracyjnie należała do województwa częstochowskiego.
Siedziba gminy to Dąbrowa Zielona.
Według danych z 30 czerwca 2004 gminę zamieszkiwało 4140 osób.

## Struktura powierzchni
Według danych z roku 2002 gmina Dąbrowa Zielona ma obszar 100,33 km², w tym:
- użytki rolne: 62%
- użytki leśne: 31%

Gmina stanowi 6,6% powierzchni powiatu.

## Demografia

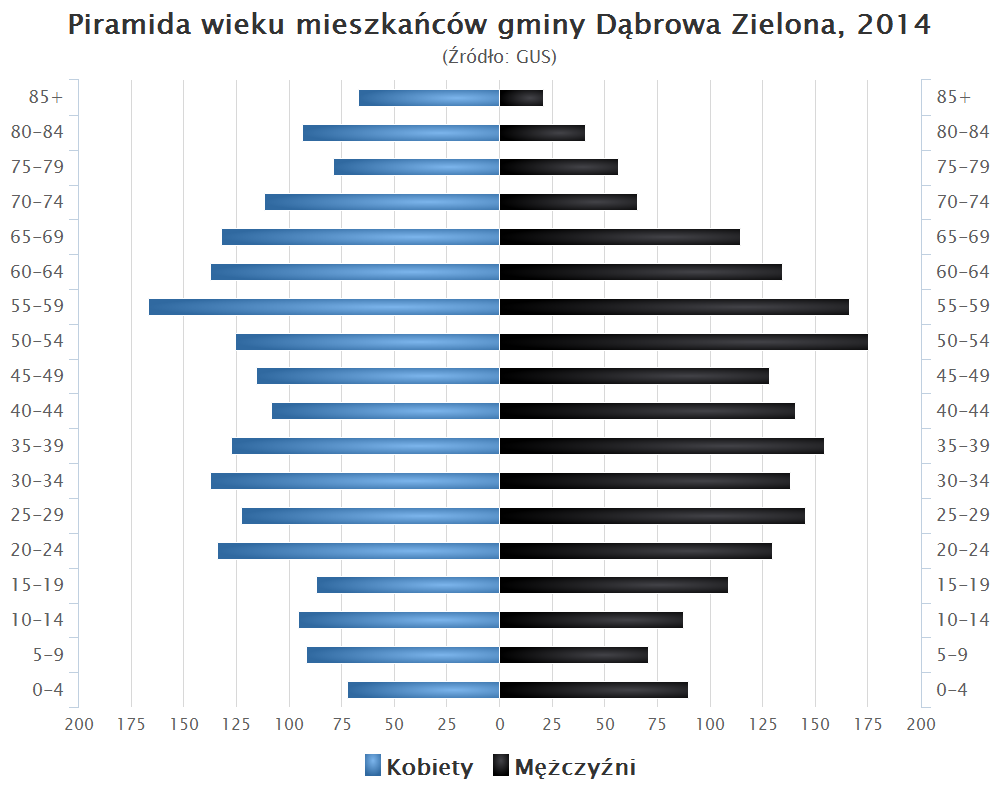
Piramida wieku mieszkańców gminy Dąbrowa Zielona w 2014 roku

Dane z 30 czerwca 2004:
| Opis                              | Ogółem | Ogółem | Kobiety | Kobiety | Mężczyźni | Mężczyźni |
| --------------------------------- | ------ | ------ | ------- | ------- | --------- | --------- |
| jednostka                         | osób   | %      | osób    | %       | osób      | %         |
| populacja                         | 4140   | 100    | 2111    | 51      | 2029      | 49        |
| gęstość zaludnienia (mieszk./km²) | 41,3   | 41,3   | 21      | 21      | 20,2      | 20,2      |

## Sołectwa
Borowce, Cielętniki, Cudków, Dąbek, Dąbrowa Zielona, Lipie, Nowa Wieś, Olbrachcice, Raczkowice, Raczkowice-Kolonia, Rogaczew, Soborzyce, Święta Anna, Ulesie, Zaleszczyny.
Miejscowości bez statusu sołectwa: Brzozówki, Gajówka Nowa Wieś, Leśniczówka Knieja, Maluszyce, Milionów, Niebyła, Osiny.

## Sąsiednie gminy
Gidle, Kłomnice, Koniecpol, Mstów, Przyrów, Żytno

## Transport
- 786 Częstochowa - Koniecpol - Kielce
- 784 Święta Anna - Gidle - Radomsko
- 793 (lekko przecina Świętą Annę) Święta Anna - Żarki - Myszków - Siewierz